# زنده‌به‌گوری

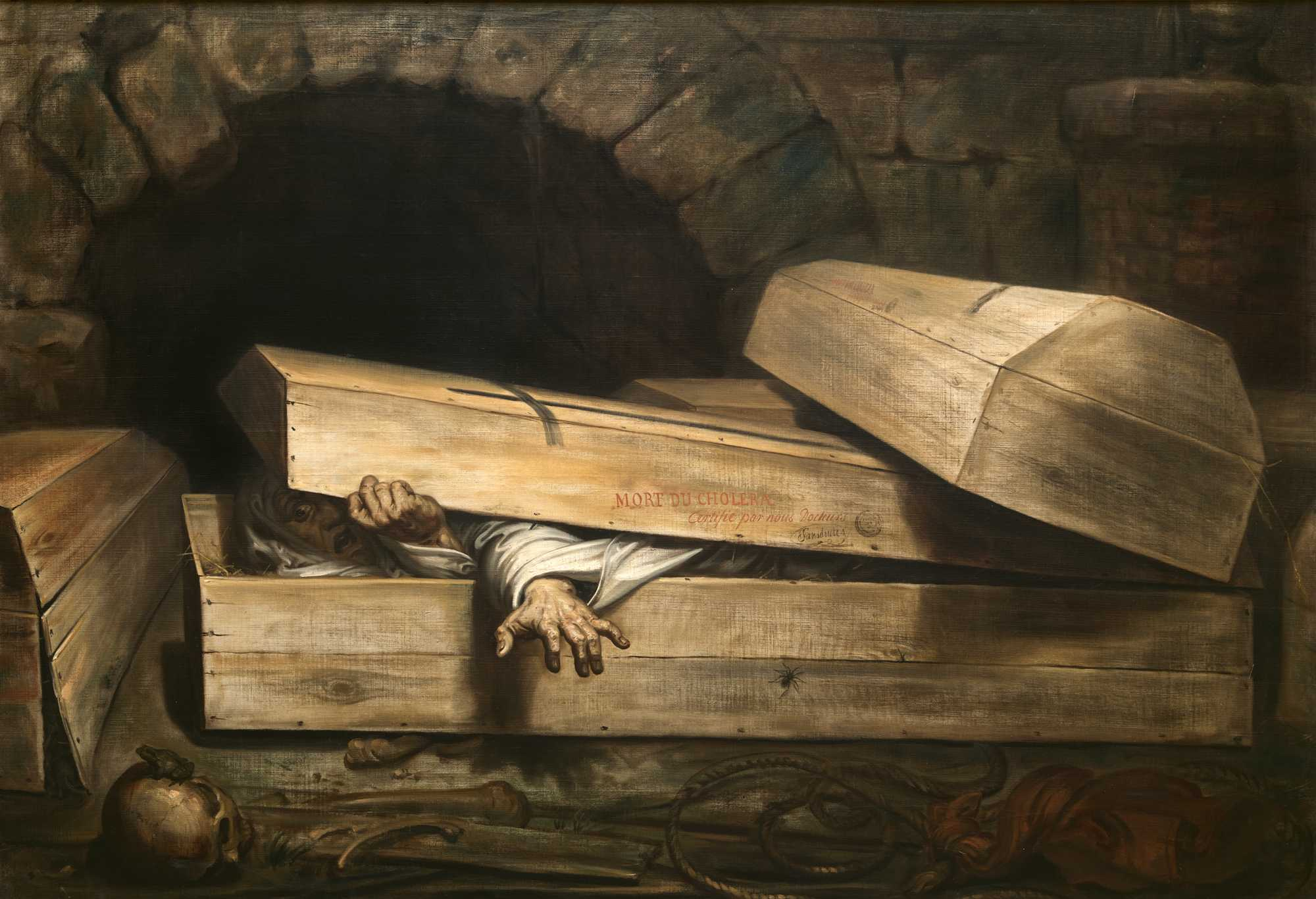
نگارهٔ یک مرد زنده‌به‌گور، اثر آنتوان ویرتز

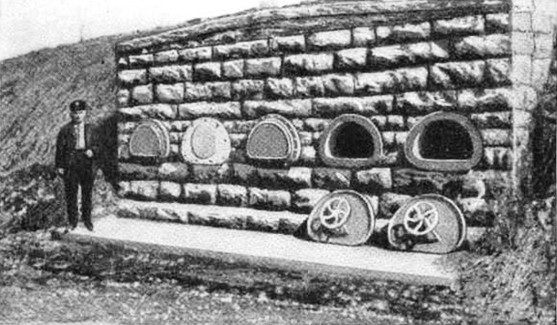
یک اتاقک تدفین ساخته‌شده در حدود ۱۸۹۰ با دریچه‌های بازشو از درون که اجازهٔ گریختن به قربانی که احتمالاً به صورت تصادفی زنده‌به‌گور شده را می‌دهد.

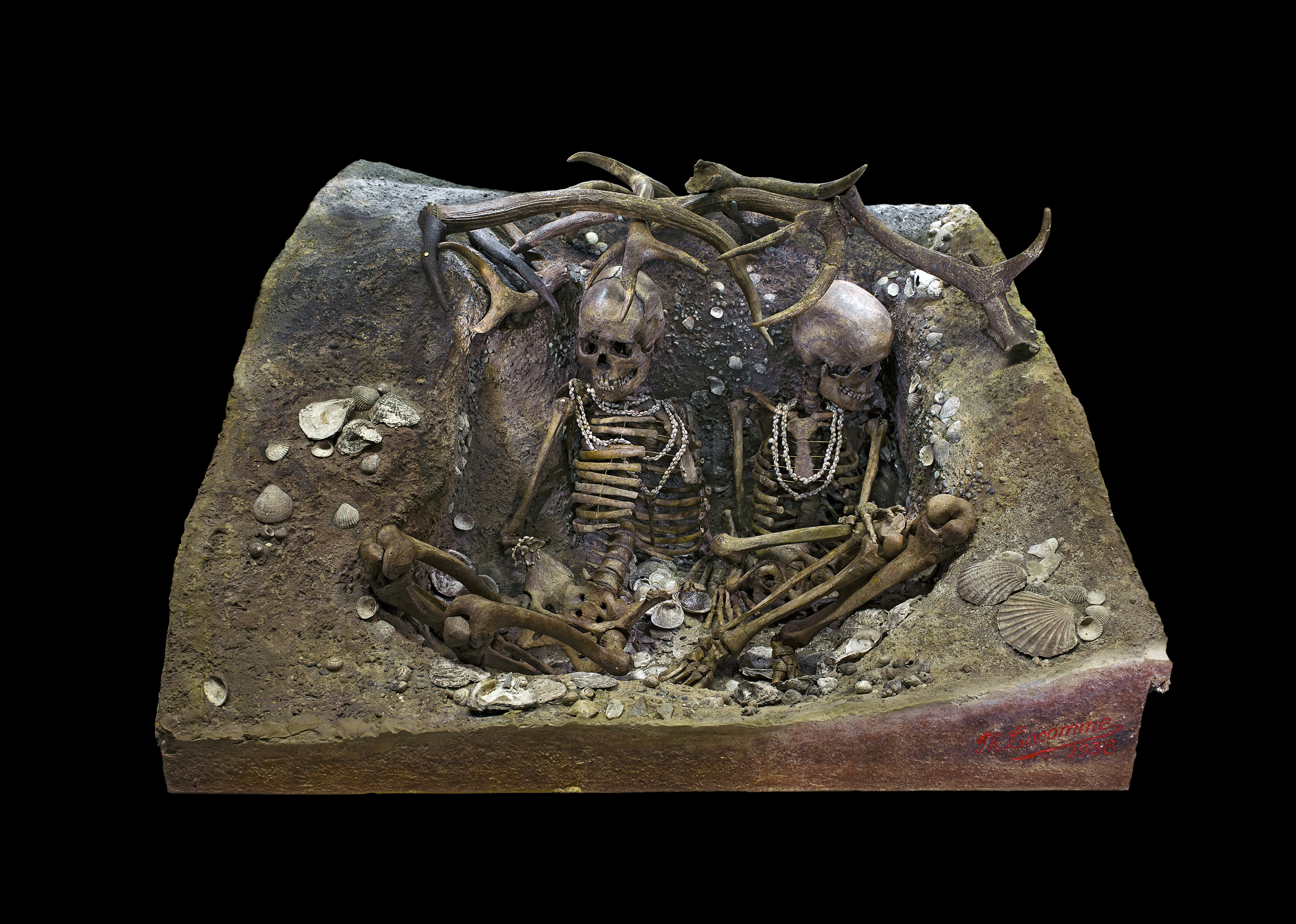
گور حفره‌ای دو زن با گردن‌بند در دوره میان سنگی سن زن‌ها ۲۵ تا ۳۵ سال. به نظر می‌رسد که زن‌ها زنده‌به‌گور شده‌اند.

زنده‌به‌گوری، زنده‌به‌گور کردن، زنده‌به‌گور شدن یا زنده‌زنده دفن شدن (به انگلیسی: Premature burial, Buried alive)، در گور شدن یا در گور کردن با وجود زنده بودن است. انسان‌ها یا جانوران ممکن است به صورت تصادفی یا عمدی زنده به گور شوند. زنده‌به‌گوری عمدی ممکن است نوعی شکنجه، جنایت، یا اعدام باشد. زنده‌به‌گوری ممکن است با تأیید قربانی به عنوان نوعی ماجراجویی (با نیت فرار) یا برای خودکشی انجام شود. قربانی همچنین ممکن است به اشتباه با فرض اینکه درگذشته، زنده‌به‌گور شود. زنده به گوری یکی از شایع‌ترین ترس‌های انسان شمرده می‌شود. این اتفاق گاهی سبب مرگ افراد زیادی به صورت تصادفی می‌شود.

## تاریخچه
یکی از قدیمی‌ترین موارد زنده‌به‌گور کردن که پلوتارک نقل کرده است، مورد راهبه‌ای است که نذر کرده بود تا سی سال با کسی همبستر نشود و عهد خود را شکسته بود. او را که به مرگ محکوم شده بود، به شکل خاصی در اتاقکی زیر یک تپه زنده‌به‌گور کردند. در اتاقک هم آب و غذا گذاشتند. راهبه را از محل سوراخی بالای اتاقک با نردبان به داخل اتاقک فرستاده و سپس نردبان را بیرون آورده و جایش خاک ریختند. معشوق راهبه را نیز تا حد مرگ شلاق زدند.
زنده‌به‌گور کردن در میان بسیاری از ملل از جمله اقوام اسلاو، اسکاندیناوی، در آلمان، اتریش، دانمارک، فرانسه، هلند و انگلستان قدیم اعمال می‌شد. در ایتالیا، شکل عجیبی از زنده‌به‌گور کردن وجود داشت: محکوم را وارونه در گودالی فرومی‌کردند و رویش خاک می‌ریختند؛ طوری که پاهایش از خاک بیرون بماند.

### میان مشرکان پیش از اسلام
وئاد (زنده‌به‌گوری دختران) در میان اکثر قبایل اعراب مشرک رایج بود که در کتاب قرآن اشاره شده‌است. اعراب مشرک، عزت و افتخار را در داشتن فرزندان پسر و نگهداری دختران را مایه ننگ می‌دانستند و به همین دلیل آنها را می‌کشتند.